# Gonypetella punctata
Gonypetella punctata es una especie de mantis de la familia Mantidae.

## Distribución geográfica
Se encuentra en Camerún, Kenia, Congo y Uganda.